# Кудрино (Архангельская область)
 Ку́дрино — деревня в Котласском районе Архангельской области. Часть бывшего села Вотлажма. Входит в состав муниципального образования (сельского поселения) «Черемушское».

## География
Деревня находится недалеко от Северной Двины. Близлежащие деревни: Варавино, Бурмасово.

## Население
| 2002 | 2010 | 2012 |
| ---- | ---- | ---- |
| 3    | ↘1   | ↘0   |